# NGC 1961
NGC 1961 este o galaxie LINER situată în constelația Girafa. A fost descoperită în 3 decembrie 1788 de către William Herschel. Se află la o distanță de 60 de megaparseci de Pământ.